# Pavel Bernatík
Pavel Bernatík (* 19. srpna 1978 Karviná) je český fotbalový trenér a bývalý útočník. Žije v Karviné.

## Hráčská kariéra
V nejvyšší soutěži ČR nastoupil v 1 utkání za Karvinou, aniž by skóroval. Ve druhé lize hrál za Baník Havířov a Karvinou.
V nižších soutěžích působil v TJ Jäkl Karviná, MFK Karviná, MFK Havířov a TJ Lokomotiva Petrovice.

### Ligová bilance
| Ročník           | Zápasy | Góly | Minuty | Klub             |
| ---------------- | ------ | ---- | ------ | ---------------- |
| II. liga 1996/97 | 4      | 0    | –      | FK Baník Havířov |
| I. liga 1998/99  | 1      | 0    | 7      | FC Karviná       |
| II. liga 1999/00 | 5      | 0    | –      | FC Karviná       |
| II. liga 2000/01 | 3      | 0    | –      | FC Karviná       |
| MSFL 2006/07     | –      | 0    | –      | MFK Karviná      |
| CELKEM I. LIGA   | 1      | 0    | 7      |                  |
| CELKEM II. LIGA  | 12     | 0    | –      |                  |

## Trenérská kariéra
Na konci sezony 2014/15 se stal hrajícím trenérem v divizní Lokomotivě Petrovice. Tamtéž působil jako asistent svého bývalého spoluhráče Martina Špičky v ročníku 2015/16 a na podzim 2016 (1.–7. kolo).